# كريغ رايت
كريغ رايت (بالإنجليزية: Craig Steven Wright)‏ (ولد أكتوبر 1970) عالم حاسوب ورجل أعمال أسترالي. ويدعي أنه الشخص الحقيقي صاحب الاسم المستعار ساتوشي ناكاموتو مؤسس عملة بيتكوين.
في 2 ماي 2016 أعلن أمام الملأ أنه المخترع الفعلي لبيت كوين، ولكن أدلته التي قدمها تم كشف زيفها بسرعة ، التوقيع المحتمل لسارتر المدعى أنه له والتي ساهمت في القيام بأول تحويل مالي بالبيتكوين، حرة الولو. ترتب عنه إعلان كريغ أنه سيقدم لاحقا برهان قاطع على ملكيته لمفاتيح التشفير لساتوشي ناكاموتو حين قيامه بالمعاملات المالية بالبيتكوين. ثم عاد وتراجع و أعلن أنه ليس مستعدا لتقديم هذا الدليل.

## النشأة
تخرج رايت من المدرسة العليا في عام 1987 من كلية بادو في بريزبان، وكان محاضر مساعد في علم الحاسوب  وباحث في جامعة تشارلز ستورت. عندما كان يعمل على نيل شهادة الدكتوراه الثانية بعنوان «القياس الكمي لمخاطر نظم المعلومات».
كتب رايت أو شارك في كتابة العديد من الكتب، بما فيها The IT Regulatory and Standards Compliance Handbook: How to Survive Information Systems Audit and Assessments. وكان وصياً من الكنيسة الموحدة في نيوساوث ويلز.